# Неофит Петридис
Неофит (на гръцки: Νεόφυτος, Неофитос) е гръцки духовник, митрополит на Вселенската патриаршия и Църквата на Гърция.

## Биография
Роден е в 1826 година с фамилията Петридис (Πετρίδης) в епирското градче Делвино, но израства в Цариград. Според други сведения е роден в Цариград, а по произход е от Аргирокастро. Учи в Халкинската семинария. Служи като велик протосингел на Патриаршията.
На 1 август 1854 година е ръкоположен за епископ на Фанарска и Ферсалска епархия, където остава общо 15 години. На 3 март 1867 е прехвърлен в Сярската митрополия. Според някои сведения е подбудител на един от опитите за убийство на българския учител в Сяр Стефан Салгънджиев. Във вътрешните борби в гръцката общност в Сяр подкрепя членовете на Силогоса срещу партията на чорбаджиите, които полагат усилия да го отстранят.
На 7 или 8 август 1875 година е избран за епископ на Лариска епархия, наследявайки митрополит Йоаким, като остава на поста до смъртта си на 17 септември 1896 година. На 31 август 1881 година Неофит посреща гръцките войски, при присъединяването на Тесалия към Гърция. Преминава към клира на Църквата на Гърция. След смъртта си завещава имуществото си на градската болница.